# زیبیله برگ
زیبیله برگ (به آلمانی: Sibylle Berg) داستان نویس آلمانی است. او در ۲ ژوئن سال ۱۹۶۲ در وایمار به دنیا آمد.

## آثار
- اول اخبار ناجور